# Thomas Malthus
 (novembre 2022).
Si vous disposez d'ouvrages ou d'articles de référence ou si vous connaissez des sites web de qualité traitant du thème abordé ici, merci de compléter l'article en donnant les références utiles à sa vérifiabilité et en les liant à la section « Notes et références ».
Thomas Malthus (/ˈmæl.θəs/), né à Dorking (Surrey) le 13 février 1766 et mort à Bath (Somerset) le 29 décembre 1834, est un économiste britannique venant de l'école classique et un prêtre anglican. 
Contemporain du décollage industriel anglais, il est surtout connu pour ses travaux sur les rapports entre les dynamiques de croissance de la population et la production, analysés dans une perspective « pessimiste », totalement opposée à l'idée smithienne d'un équilibre harmonieux et stable.
Son nom a donné dans le langage courant un adjectif, « malthusien » souvent négativement connoté (désignant un état d'esprit plutôt conservateur, opposé à l'investissement ou craignant la rareté), et une doctrine, le malthusianisme qui inclut une politique active de contrôle de la natalité pour maîtriser la croissance de la population.

## Biographie
Thomas-Robert Malthus nait le 13 février 1766 dans le Surrey, deuxième fils et deuxième enfant de Daniel Malthus et Henriette Graham qui auront six filles par la suite.
Le père, Daniel Malthus, est un ami personnel de David Hume et une relation de Jean-Jacques Rousseau qu'il a dit-on hébergé en 1766 ou 1767 et dont il sera exécuteur testamentaire.
Thomas Robert Malthus fait ses études auprès de précepteurs amis de son père : Richard Graves (1779) puis G. Wakefield qui le place en 1784 comme pensionnaire du Jesus College à l'université de Cambridge où il obtient une chaire en 1793. Il devient pasteur anglican en 1797. Il prend place dans le débat des idées notamment face à William Godwin qui fait paraître Recherches sur la justice politique (1793) et Essai sur l'avarice et la prodigalité (1797). « Daniel Malthus, (qui) partageait les idées de Godwin et de Condorcet sur la perfectibilité de la société alors que son fils les combattait, » « demanda (néanmoins) à ce dernier de mettre ses opinions par écrit, puis recommanda de les publier ».
Le premier ouvrage de Malthus (1796) La Crise est un pamphlet resté inédit, et aujourd'hui perdu, mais dont on connaît quelques passages. En 1798, il publie sans nom d'auteur un pamphlet philosophique de 50 000 mots intitulé Essai sur le principe de la population en tant qu'il influe sur le progrès futur de la société avec des remarques sur les théories de M. Godwin, de M.Condorcet et d'autres auteurs.
L'ouvrage connaît un immense succès et déclenche de nombreuses polémiques. Malthus entreprend alors d'approfondir ses recherches et voyage sur le continent, visitant l'Allemagne, la Suède la Norvège et une partie de la Russie. À son retour, il publie en 1800 un nouveau pamphlet le Prix élevé des provisions.
En 1803, Malthus publie une nouvelle édition, très augmentée de son Essai et la signe de son nom. Le titre a changé : Essai sur le principe de population ou exposé de ses effets sur le bonheur humain dans le passé et le présent avec des recherches sur nos perspectives de supprimer ou de diminuer à l'avenir les maux qu'il occasionne. Le retentissement est considérable.
L'auteur fournit une explication du fonctionnement impitoyable des sociétés articulée en quatre livres :
- les freins à la population dans les parties les moins civilisées du monde et dans les époques passées ;
- les freins à la population dans les différents états de l'époque moderne ;
- les différents systèmes ou expédients proposés ou ayant prévalu dans la société en tant qu'ils se rapportent aux maux découlant du principe de population ;
- des perspectives de suppression ou de diminution des maux occasionnés par le principe de population.

Selon Jacques Wolff, cette seconde édition n'a pas la même tonalité que la première : elle doit être vue comme « une recherche et une critique sur l'autorégulation des populations (...) Il s'agit à la fois d'un véritable traité de démographie et d'une étude sociologique de la population... ».
Thomas-Robert Malthus se marie en 1804. L'année suivante, grâce à la protection du premier ministre Pitt, il devient professeur d'économie politique au Collège de la Compagnie anglaise des Indes orientales (à Haileybury, dans le Hertfordshire) qui vient d’être fondé pour former les agents de la Compagnie. Il occupe ce poste jusqu'à sa mort et aura une influence certaine sur les fonctionnaires anglais affectés en Inde.
Il rencontre David Ricardo pour la première fois en 1811, les deux hommes s'entretiennent ou échangent une correspondance qui les verra s'influencer réciproquement ou s'opposer (après 1815, Ricardo explique la dépression par la rareté du capital alors que Malthus y voit l'effet d'un excès de biens).
Dès lors Malthus ne cessera d'écrire : la nouvelle version de son Essai connait plusieurs éditions (1806, 1807, 1817, 1826). Dès 1809, la quatrième édition de l'Essai fait l'objet d'une traduction en français, à Genève. En 1823, Pierre Prévost, premier traducteur de Malthus en français, avec son fils Guillaume, fait connaître une cinquième édition en français, plus complète ; une réédition de cette traduction sera effectuée en 1845 par Joseph Garnier.
Malthus compose d’autres ouvrages, notamment Les Principes d’économie politique (1820), Définitions en Économie politique (1827), ainsi que de nombreux pamphlets comme Les lois sur les blés (1814-15), La Valeur (1823), L'offre des biens (1825) ou le Collège des Indes orientales (1813, 1817).
Malthus fait partie de nombreux cercles : membre fondateur du Political Economy Club (1821), membre de la Royal Statistical Society (1834) et de la Société de Géologie. Il est également membre entre autres de l'Institut à Paris, de l'Académie royale à Berlin, associé de l'Académie des Sciences morales et politiques en 1833.
Il meurt subitement d'une crise cardiaque le 29 décembre 1834 et est enterré à l'abbaye de Bath, dans le Somerset.

## Malthus et les rapports entre la population et la production

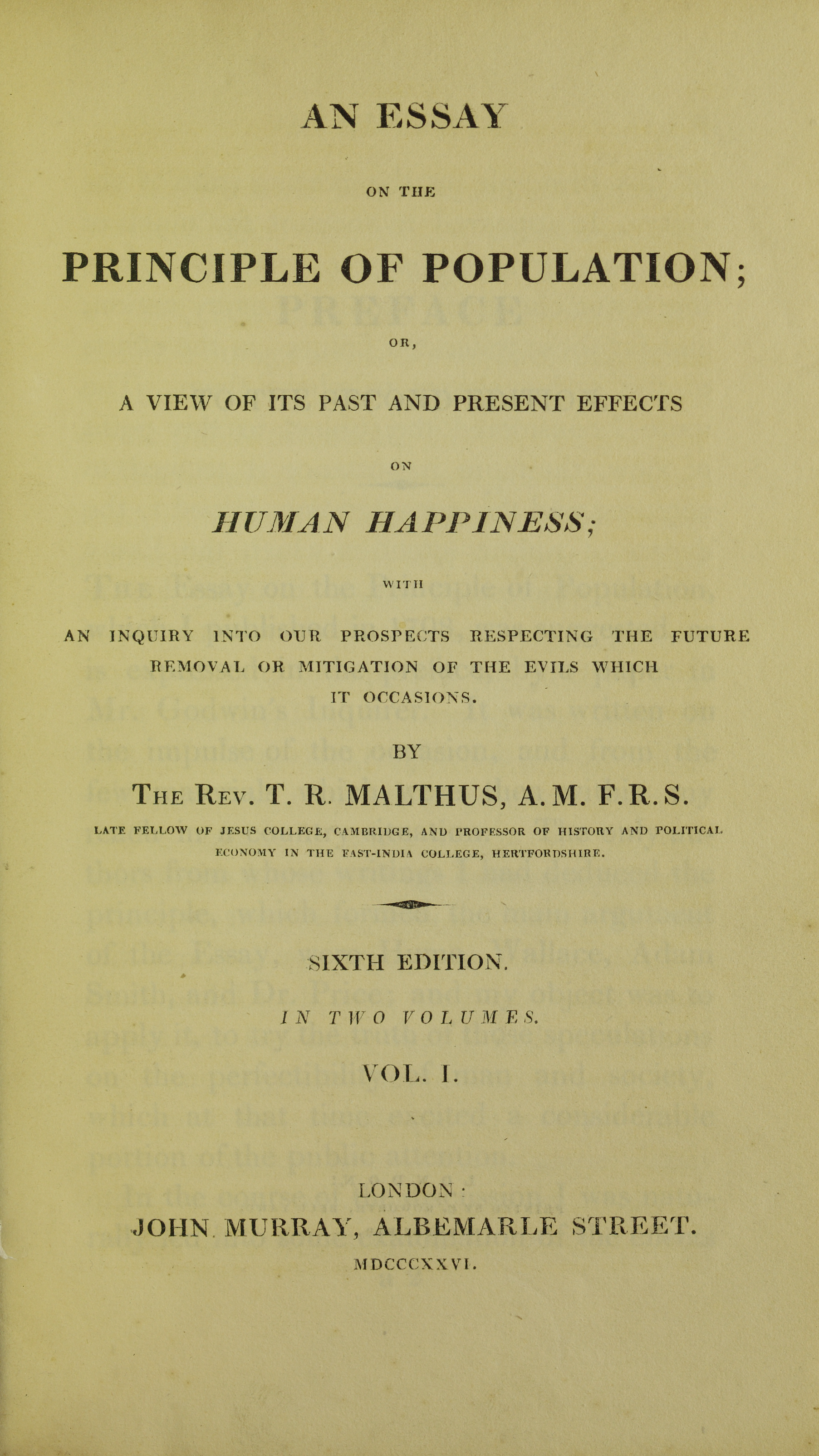
Essay on the principle of population, 1826

### Le contexte
La lecture d’Adam Smith et de Hume l’attire de bonne heure vers l’économie politique. Il tente d’appliquer les idées de William Godwin, un rationaliste du XVIIIe siècle, influencé par la pensée de Jean-Jacques Rousseau et celle de Condorcet et qui croit à un progrès sans limites. Le pasteur Malthus est chargé de l’aide aux pauvres dans sa commune ; les mauvaises récoltes de 1794 à 1800 engendrent misère et détresse, et frappent son imagination. Il écrit en 1796 un essai sur la crise que subit l’Angleterre, essai qui prend position en faveur de la justice sociale et proposant de développer le système d’assistance publique aux pauvres, mais il ne le publie pas.
Toutefois, le disciple de Godwin va se révolter contre son inspirateur lorsqu’il lit La justice politique (1793). Dans cet ouvrage utopiste, Godwin décrit une société où une population croissante va connaître la prospérité et la justice. Le divorce entre les idées de Godwin et la réalité brutale qu’il observe conduit Malthus à changer radicalement d’analyse. Son Essai sur le principe de population, publié en 1798, est un pamphlet en réaction contre ces idées.
Contre les réformateurs « moraux » qui attribuent au gouvernement la responsabilité des maux de la société, Malthus veut démontrer que ceux-ci viennent en réalité de lois naturelles et inéluctables. Il reprend en cela une idée avancée par Joseph Townsend dans A Dissertation on Poor Laws en 1786 ou par l'italien Giammaria Ortes.
« Historiquement et philosophiquement, la doctrine de Malthus était une réaction contre l’optimisme diffus de l’école de Rousseau », auquel étaient attribuées « les théories brutales de la révolution française ».

### Lien entre la population et le volume de production nécessaire

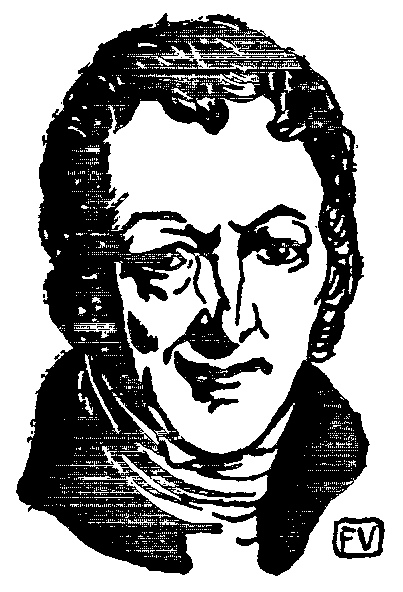
Malthus, par Félix Vallotton

Malthus prédit mathématiquement que sans freins, la population augmente de façon exponentielle ou géométrique (par exemple : 1, 2, 4, 8, 16, 32...) tandis que les ressources ne croissent que de façon arithmétique (1, 2, 3, 4, 5, 6...).
Il en conclut le caractère inévitable de catastrophes démographiques, à moins de limiter la croissance de la population. Malthus préconise ainsi une régulation volontaire des naissances, la « contrainte morale » : les couples prévoyants, en retardant l'âge du mariage et en pratiquant la chasteté jusqu'au mariage, seraient enclins à n'avoir que le nombre d'enfants qu'ils sont certains de pouvoir entretenir.
Il prône aussi l'arrêt de toute aide aux nécessiteux, en opposition aux lois de Speenhamland et aux propositions de  William Godwin qui souhaite généraliser l'assistance aux pauvres.
Il est intéressant de noter qu'un rapprochement de la théorie malthusienne est possible avec la grande famine irlandaise du milieu du XIXe siècle. La population irlandaise passe de 4 à 8 millions en moins de 50 ans principalement à cause de la monoculture de la pomme de terre. 
Victime du mildiou, la production retombe à des niveaux très bas entrainant la famine et l'émigration de masse. La population redescendra à 4 millions vers 1900. Plusieurs facteurs ont causé cette catastrophe : la conversion massive des terres disponibles à la culture de ce tubercule y compris les moins fertiles, la forte croissance naturelle d'une population rurale puis sa fragilisation du fait des rendements décroissants, de l'épuisement des sols et de la malnutrition. 
Le mildiou agit ici comme un accélérateur de la régulation démographique générée par les contraintes physiques de l'Irlande. On notera cependant que la diaspora irlandaise est maintenant de 80 à 100 millions de personnes dans le monde : le phénomène irlandais de type malthusien est ainsi plus que largement compensé sur le plan mondial. C'est d'ailleurs cette émigration massive et rapide qui permet une rétablissement progressif de l'équilibre besoins-ressources sur l'ile, la question restant ouverte des effets d'une impossibilité d'émigrer rapidement.

### Les thèses opposées
Henry George a écrit une longue réfutation de la théorie de Malthus, dont le succès ne peut être attribué qu’au fait qu’elle est rassurante pour les classes qui dominent la pensée, et vient à la rescousse des privilèges d’un petit nombre de personnes en attribuant la pauvreté à une cause naturelle: « une théorie qui rentrait dans les habitudes de pensée des classes pauvres, et qui justifiait l'avidité du riche et l'égoïsme du puissant » (un jugement confirmé par la suite dans l'Encyclopédie Britannica de 1911). Selon Malthus, la pauvreté apparaît quand un accroissement de population nécessite une grande division des moyens de subsistance. Cette théorie existait en germe dans la théorie des salaires d’Adam Smith, selon qui les salaires diminuent à mesure qu’une augmentation dans le nombre des ouvriers nécessite une plus grande division du capital. En passant de Smith à Malthus, le capital est identifié avec la subsistance, et le nombre des ouvriers à la population. Or les proportions de Malthus sont absurdes, et tous les faits historiques démentent sa thèse, qui est basée sur une supposition gratuite. Il est faux de dire que le travail produit moins de richesse avec le temps, notamment parce que l'efficacité du travail augmente, et qu’il y a des économies de production et de distribution avec une augmentation de population.
En réalité, « la vie n’use pas les forces qui entretiennent la vie »; « le vice et la misère attribués à l'excès de population peuvent l’être à la guerre, à la tyrannie, et à l’oppression qui empêchent les découvertes d’être utilisées, et suppriment la sécurité essentielle à la production »; « c’est l'injustice de la société et non l’avarice de la nature qui est la cause de la misère ».
« Il a été démontré de manière définitive que la célèbre proposition, « la population augmente de manière géométrique, et la nourriture de manière arithmétique » est fausse. »
De nombreux auteurs critiquent aussi des problèmes de méthodologie, par exemple, citant une confusion entre surpopulation absolue et relative.
Ainsi, Malthus « confond deux notions : celles de surpopulation absolue et relative. Or, il y aurait surpopulation absolue par rapport aux subsistances, si la population parvenait à croître jusqu’à être capable de se reproduire au-delà des capacités nutritionnelles des ressources existantes ; il s’agit donc d’une spéculation irréaliste. Par contre, il y a surpopulation relative quand une population existante est privée des ressources qui lui ont permis de croître jusqu’à son état présent ».
John Stuart Mill, sans contester l'idée générale de Malthus, signale l'absence de justification de l'allégorie mathématique précise utilisée par celui-ci (voir culte du cargo).
« Certains ont obtenu une victoire facile sur une remarque que M. Malthus avait faite en passant, et avancée principalement en guise d'illustration, selon laquelle on pouvait peut-être supposer que l'accroissement de la nourriture avait lieu selon une proportion arithmétique, tandis que la population croissait selon une proportion géométrique ; alors que tout lecteur honnête sait bien que M. Malthus ne met aucun accent sur cette tentative malheureuse de donner une précision numérique à des choses qui ne la supportent pas, et tous ceux qui sont capables de raisonner doivent bien voir que cette remarque est un ajout superflu à son argument. » — John Stuart Mill, Principes d'économie politique, II, XI, 6.

## La théorie face aux observations empiriques

### Politiques malthusiennes
Les politiques de restriction démographique inspirées de Malthus sont appelées « malthusiennes ».
Sa crainte tournait autour de l'idée que la progression démographique soit plus rapide que l'augmentation des ressources, d'où une paupérisation de la population. Les anciens régulateurs démographiques tels que les guerres et les épidémies (famine, peste noire...) ne jouant plus leurs rôles, il imagine de nouveaux obstacles, il décide de mettre un impôt sur la taille des enfants et leur poids. De plus, il limite les naissances en offrant des cadeaux (livres, vêtements...) aux couples sans enfants. Ces propositions ne sont appliquées à ce jour, toutes les deux, qu'en République populaire de Chine dont le gouvernement a choisi de limiter drastiquement sa démographie en limitant le nombre de naissances du fait de la taille de sa population (1,4 milliard d'habitants).
Le pronostic pessimiste de Malthus s'est révélé faux, car le monde a connu une grande augmentation des ressources, en particulier énergétiques, et des rendements agricoles (révolution verte), de nouveaux moyens d'échanges internationaux des biens de subsistance et le départ d'une partie du trop plein d'individus vers les États-Unis ou les colonies, où les méthodes agricoles modernes créaient de nouvelles ressources. De deux habitants de la planète sur trois en malnutrition en 1950, on est ainsi passé à un sur sept en 2000, alors que la planète passait dans le même temps de deux milliards et demi d'habitants à plus de six milliards.
Toutefois, la contrainte naturelle refait surface au XXIe siècle : la révolution verte a induit un appauvrissement des sols et des nappes phréatiques. De plus apparaît la perspective d'un épuisement des ressources fossiles à court ou moyen terme (pic pétrolier et gazier) à cause notamment d'un fort accroissement de la production de biens et de services. Cette contrainte énergétique limitera le niveau de production agricole selon trois angles : mécanisation des travaux agricoles, apports en engrais et traitements par les pesticides, tout trois dépendants fortement de la quantité et du prix du pétrole disponible. Enfin, l'augmentation du taux de CO2 dans l'atmosphère, entraîne des dérèglements, déjà visibles : sécheresses, inondations, hausses des températures...
Cependant, on peut comparer deux situations du monde :
- 1960 : 3 milliards d'habitants, 2 milliards souffrant de malnutrition (soit 66 %)[12].
- 2000 : 6 milliards d'habitants, 800 millions souffrant de malnutrition (soit 13,3 %)[12].

Les malthusiens actuels considèrent que les prévisions pessimistes de Malthus ont été retardées ponctuellement par la révolution industrielle et la révolution verte. Son analyse resterait structurellement valide sur le long terme : la population est en croissance dans certains pays (7 enfants par femme au Niger), les progrès de l'hygiène et de la médecine augmentent la taille de la population, les ressources renouvelables sur Terre sont limitées, in fine, par l'énergie qu'il est possible d'exploiter, qui elle-même détermine la biomasse. Dans ces conditions, mathématiquement, il ne sera pas possible à la population terrestre d'augmenter sans cesse, et la régulation devra intervenir à un moment ou à un autre, et d'une manière ou d'une autre, la transition démographique étant la moins douloureuse, mais demandant deux ou trois générations. On peut remarquer que deux des pays émergents actuels, Inde et Chine ont eu ou ont encore des politiques malthusiennes (l'Inde offrait dans les années 1960 un poste à transistors aux pères de famille acceptant d'être stérilisés après la naissance de leur premier enfant ; la Chine applique entre 1979 et 2015 une politique stricte d'enfant unique à la majeure partie de sa population).

### Limites à la théorie de Malthus
Si la croissance géométrique théorique de la population est un fait, on a rétrospectivement constaté qu'elle était contrebalancée dans les pays industriels par d'autres phénomènes sanitaires (épidémies), environnementaux (troubles de la fertilité) et sociaux (dont les guerres) plus complexes.
Dans un premier temps, on a constaté que l'amélioration de l'hygiène et des soins a fait chuter la mortalité (mortalité infantile notamment), et augmenter l'espérance de vie en générant une explosion de la population.
Mais, grâce à de nouvelles ressources (charbon, pétrole) et à des progrès techniques, cette explosion démographique, contrairement à ce que redoutait Malthus, n'a pas été limitée par les ressources agricoles. Ainsi, en France, la population a pu doubler en 200 ans, (30 millions en 1810, 62 millions en 2010) alors que la proportion des agriculteurs dans la population active chutait (passant de 67 % en part dans la population active en 1789 à moins de 5 % de nos jours), sans famines, avec néanmoins deux guerres mondiales et quelques pandémies grippales.
A posteriori est aussi apparue une transition démographique, correspondant à une phase de diminution de la natalité quand la population d'un pays s'enrichit ; les familles ont de moins en moins d'enfants dans certains pays, entraînant dans certains pays une dénatalité (nombre de naissances ne permettant pas de renouveler la population par exemple en Allemagne, Biélorussie ou Japon). Ceci amène certains démographes à craindre des effondrements démographiques pour ces pays.
La croissance géométrique de la population est donc une réalité théorique qui ne s'est pas encore traduite dans les faits dans les pays industriels. Contrairement à ce que pensait Malthus, avant d'être limitée par la productivité agricole, elle l'a plutôt été par des phénomènes socio-culturels complexes, liés à la culture, à l'enrichissement de la société, aux progrès de la contraception et à des choix d'organisation sociale qui amènent les familles à avoir moins d'enfants ou les couples à ne pas en avoir. Des spécialistes de la reproduction notent aussi depuis quelques décennies, pour des raisons apparemment environnementales, et au moins dans les pays industriels, une diminution de la fécondité naturelle des individus (délétion de la spermatogenèse chez l'homme et moindre fertilité chez la femme).

### Un démenti par les faits économiques
Si l'analyse de Malthus correspond bien à l'évolution de la population et des ressources par le passé (il s'était entre autres fondé sur de copieuses données concernant les États-Unis, accumulées par Benjamin Franklin), elle devient caduque au moment même où elle est publiée car c'est alors que s'amorce la transition démographique, qui aboutit à une réduction plus ou moins « volontaire » des naissances.
Bien que le modèle de Malthus soit exact (à fécondité maximale, tous les descendants d'une génération ne peuvent survivre), ses prévisions ne se sont pas réalisées. Les éléments nouveaux ont été :
- la transition démographique : dès 2005, « plus de la moitié de l'humanité est déjà au-dessous du seuil de remplacement » des générations (Gilles Pison (INED, Six milliards d'hommes). Dans cette donne :
  - L'humanité est passée dans les années 1960 par une période où deux hommes sur trois souffraient de malnutrition (en 2000, un sur sept)
  - Des pays d'Asie comme l'Inde, la Chine et le Viêtnam ont officiellement adopté des politiques malthusiennes
- Le fait qu'une partie du trop-plein d'individus émigrerait vers les États-Unis ou les colonies, dont elle tirerait profit.
- L'utilisation massive des énergies fossiles est venue fausser l'équation sur laquelle Malthus avait basé son raisonnement en :
  - augmentant les ressources énergétiques et les rendements agricoles (révolution verte)
  - permettant des échanges internationaux de biens de subsistance à des coûts de transports extrêmement bas.

mais avec des conséquences environnementales, climatiques et sociales qui sont aujourd'hui mesurables notamment dans les théories de l'effondrement ne relevant pas de la preuve scientifique directe, mais s'appuyant sur des indices mesurables et des études documentées.

## Malthus, annonciateur du keynésianisme
Fort du scandale provoqué par son Essai, Malthus passe le reste de sa vie à lui donner une apparence moins littéraire et plus scientifique, et à acquérir dans un domaine voisin, mais différent, l'économie, par ses traités et sa correspondance avec David Ricardo, une grande réputation de compétence.
Il en vient ainsi à considérer que la loi des débouchés est fausse :

« …Cependant cette doctrine [NDA : la loi de Say], avec toute l’extension qu’on lui a donnée me semble tout à fait fausse, et en contradiction manifeste avec les grands principes qui règlent l’offre et la demande »

Au contraire, selon Malthus, l'offre ne crée pas forcément la demande, le niveau de la production et celui de la demande ne sont pas nécessairement identiques à cause :
- du fait que les produits ne s’échangent pas uniquement contre des produits, mais beaucoup s’échangent contre du travail ne se traduisant pas par un bien matériel (comme celui des domestiques), et
- de l'épargne (se traduisant par le stockage de certains biens). Cette situation se traduit par l'augmentation du niveau de l'offre par rapport à celui de la demande.

Un recul de la demande (demande effective) est donc possible avant une baisse de production (voire, paradoxalement, à la suite d'un accroissement de production), ce qui provoquera un recul de l'activité économique. Malthus est un des premiers économistes (Jean de Sismondi développe aussi cette idée à ce moment) à tenter de théoriser les crises dites de surproduction, notion que récuse Jean-Baptiste Say. Cette idée sera reprise et développée par John Maynard Keynes pour analyser la crise de 1929, ce qui fait de Malthus un annonciateur du keynésianisme. Keynes écrira d'ailleurs un essai en 1933 intitulé Robert Malthus, the first of the Cambridge economists (Robert Malthus, le premier des économistes de l'École de Cambridge).

## Œuvres

### Ouvrages
- En 1798 : Première édition anonyme de l'Essai : An Essay on the Principle of Population, as it Affects the Future Improvement of Society with Remarks on the Speculations of Mr. Godwin, M. Condorcet, and Other Writers London, printed for J. Johnson, in St. Paul's Church-Yard.
- En 1803 : Seconde édition de l'Essai, largement remaniée et complétée et publiée avec le nom de l'auteur : An essay on the Principle of Population; or, a view of its past and present effects on human happiness ; with an enquiry into our prospects respecting the future removal or mitigation of the evils which it occasions. 
Nouvelles éditions anglaises avec de légères variations par rapport à la seconde édition en 1806, 1807, 1817 et 1826. 
Traduit en français en 1805 sous le titre : Essai sur le principe de population.
- En 1815 : An Inquiry into the Nature and Progress of Rent, and the principles by which it is regulated (énonce la théorie différentielle de la rente des terres)[16],[17].
- En 1820 : Principes d'économie politique au point de vue de leur application pratique (réédition en 1836).
- En 1823 : Définitions en économie politique et mesure de la valeur.

### Pamphlets et articles
- 1796 : La Crise
- 1798 : Essai sur le principe de la population
- 1800 : Enquête sur le prix élevé actuel des provisions (An Investigation of the Cause of the Present High Price of Provisions)
- 1807 : Lettre à Samuel Withbread M.P. sur sa proposition de Loi quant à l'amendement des lois sur les pauvres
- 1810 : La dépréciation du papier-monnaie
- 1811 : Revue de la controverse relative au prix élevé du lingot
- 1814 : Observations on the Effects of the Corn Laws, and of a Rise or Fall in the Price of Corn on the Agriculture and General Wealth of the Country
- 1815 : The Grounds of an Opinion on the Policy of Restricting the Importation of Foreign Corn: intended as an Appendix to (1815)
- 1821 : Godwin sur Malthus
- 1823 : La mesure de la valeur énoncée et illustrée avec son application aux altérations de la valeur de la monnaie anglaise depuis 1790
- 1823 : Tooke et la hausse et la baisse des prix
- 1824 : Malthus rédige l'article Population pour le supplément de l'Encyclopedia Britannica. Un long extrait de ce texte fut publié en 1830 sous le titre de A summary view of the Principle of Population.
- 1825-1829 : Sur la mesure des conditions nécessaires à l'offre des biens
- 1827-1829 : Sur la signification la plus usuelle et la plus correcte attachée au terme valeur des biens